# Băndoiu, Brăila
Băndoiu este un sat în comuna Mărașu din județul Brăila, Muntenia, România.